# Pure Dynamite! Live at the Royal
Pure Dynamite! Live At The Royal é um álbum ao vivo de 1964 do músico americano James Brown e The Famous Flames. Originalmente lançado pela King Records, foi o álbum que se seguiu ao sucesso de 1963 Live at the Apollo e como este álbum, atingiu o Top 10 das paradas de álbuns da Billboard, atingindo o número 10. Foi gravado ao vivo no Royal Theatre em Baltimore, Maryland, um local popular para artistas R&B da época. O álbum leva no título o mais famoso apelido de Brown na época, "Mr. Dynamite".
Embora a maior parte de Pure Dynamite! seja ao vivo, contém uma faixa de estúdio, a longa canção "Oh Baby Don't You Weep", que era o sucesso do grupo na época do lançamento. Foi usado overdub para simular uma plateia ao vivo.
Pure Dynamite! apresenta versões ao vivo de singles que Brown & The Flames tinham lançado até o LP Apollo. Abre com "Shout and Shimmy" (Billboard Pop #61, R&B #16) que contém uma esquete de comédia entre James e o membro do Famous Flames Bobby Bennett, e continua com o clássico "These Foolish Things", (que foi um sucesso do grupo no ano anterior; Billboard Pop #55, R&B #25), "Like a Baby", outro clássico (#24 R&B, também de 1963) e "Signed, Sealed, And Delivered" (não é a canção de Stevie Wonder; #77 Pop), também de 63. O Lado 1 fecha com "I'll Never Never Let You Go", outra canção do álbum de 1960 Think!. O Lado 2 apresenta a canção assinatura de Brown, "Please, Please, Please", a referida "Oh Baby Don't You Weep" (#23 Pop) e fecha com um sucesso regional do grupo de 1959 "Good Good Lovin'", todas canções com uma resposta entusiasmada da plateia.
Os The Famous Flames (Bobby Byrd, Bobby Bennett e Lloyd Stallworth) tem um papel importante co-estrelando Pure Dynamite!. Embora não sejam creditados na capa do disco ou nos selos, este é um dos poucos álbuns de James Brown onde os Flames podem ser vistos na fotografia da capa. Mas na capa apenas dois dos Flames são visíveis, parcialmente obscurecidos e a foto foi claramente foi tirada no Apollo Theater em Nova Iorque, não no Royal Theatre. Os Flames estão fotografados ao lado de Brown nos encartes originais do álbum e são citados na faixa introdutória.
Pure Dynamite! foi relançado em CD pela Polydor ao menos duas vezes, mas em sua maioria para mercados fora dos EUA. Entretanto cópias do CD podem ser encontradas na Internet.

## Faixas
| Lado 1 |                             |         |  |
| N.º    | Título                      | Duração |  |
| 1.     | "Shout and Shimmy"          | 1:34    |  |
| 2.     | "I'm Tired But I'm Clean"   | 2:11    |  |
| 3.     | "These Foolish Things"      | 2:48    |  |
| 4.     | "Signed Sealed & Delivered" | 2:58    |  |
| 5.     | "Like a Baby"               | 2:49    |  |

| Lado 2 |                          |         |  |
| N.º    | Título                   | Duração |  |
| 1.     | "I'll Never Let You Go"  | 2:15    |  |
| 2.     | "Please, Please, Please" | 3:56    |  |
| 3.     | "Oh Baby Don't You Weep" | 6:55    |  |
| 4.     | "Good Good Lovin'"       | 2:38    |  |

## Créditos
- James Brown – vocais, orgão

The Famous Flames
- Bobby Byrd – barítono
- Bobby Bennett – primeiro Tenor
- Baby Lloyd Stallworth – segundo Tenor

com:
- The James Brown Band – música
- Tammy Montgomery, Yvonne Fair - vocais de apoio

Técnica
- Chuck Seitz, Ron Lenhoff - gravação de áudio
- Hal Neely - gravação de áudio, design do álbum
- Chuck Stewart - fotografia